# Kamenny Ambar
Kamenny Ambar (Russisch: Каменный Амбар, "stenen spieker", ook: Ольгино, Olgino) is een meerlaagse versterkte nederzetting met begraafplaats uit de bronstijd (eerste helft van het 2e millennium voor Christus) in het district Kartalinski van de oblast Tsjeljabinsk, gelegen in het gelijknamige gebied, 10 km ten oosten van het dorp Varsjavka op de linkeroever van de Karagajlyajat, een zijrivier van de Tobol.
C14-dateringen van de site variëren van 1976 tot 1736 v.Chr. Het vroege stadium van de site behoorde tot de Sintasjtacultuur, het latere tot de Alakoelcultuur.

## Geschiedenis van het onderzoek
In 1982 werd onderleiding van J.V. Tarasova een nederzetting ontdekt aan de Karagajlyajat, genaamd "Olgino", en in 1987 ontdekte Ija Batanina, met behulp van luchtfotografie, sporen van vestingwerken in de nederzetting, vergelijkbaar met die bekend van de nederzettingen Sintasjta, Arkaim en Oestje. Opgravingswerkzaamheden in 1992, uitgevoerd door een team van de archeologische expeditie van de Staats-Pedagogische Universiteit van de Zuidelijke Oeral in Tsjeljabinsk onder leiding van Nikolaj Vinogradov bevestigde deze veronderstelling. Op dit punt werd het werk aan de nederzetting tijdelijk stopgezet, en de aandacht werd geconcentreerd op het bestuderen van de gelijktijdige necropolis Kamenny Ambar-5.
Het werk werd hervat in 2004, toen de Trans-Oeral-bossteppe archeologische expeditie van het Instituut voor Geschiedenis en Archeologie van de Oeral-afdeling van de Russische Academie van Wetenschappen ( Ljoedmila Korjakova, A.V. Jepimachov, S.V. Sjarapova, N.A. Berseneva, S.J. Pantelejeva e.a) ten noorden van Vinogradovs opgraving een nieuwe opgraving begon. Gedurende vier veldseizoenen werd ruim 900 m² verkend. Op het gebied van de nederzetting werden magnetografische en topografische onderzoeken uitgevoerd en bewijsmateriaal verzameld. 
De bestudeerde cultuurlaag werd gedomineerd door artefacten uit de Sintasjta- en Petrovka-culturen, met vondsten uit de late bronstijd. 
In 2009 hadden de opgravers de noordoostelijke hoek van de nederzetting verkend, waar een verwoeste wal met stenen bekleding, een greppel, verschillende woningen uit het Sintasjta-Petrovka-tijdperk en een gebouw uit de late bronstijd werden gevonden.

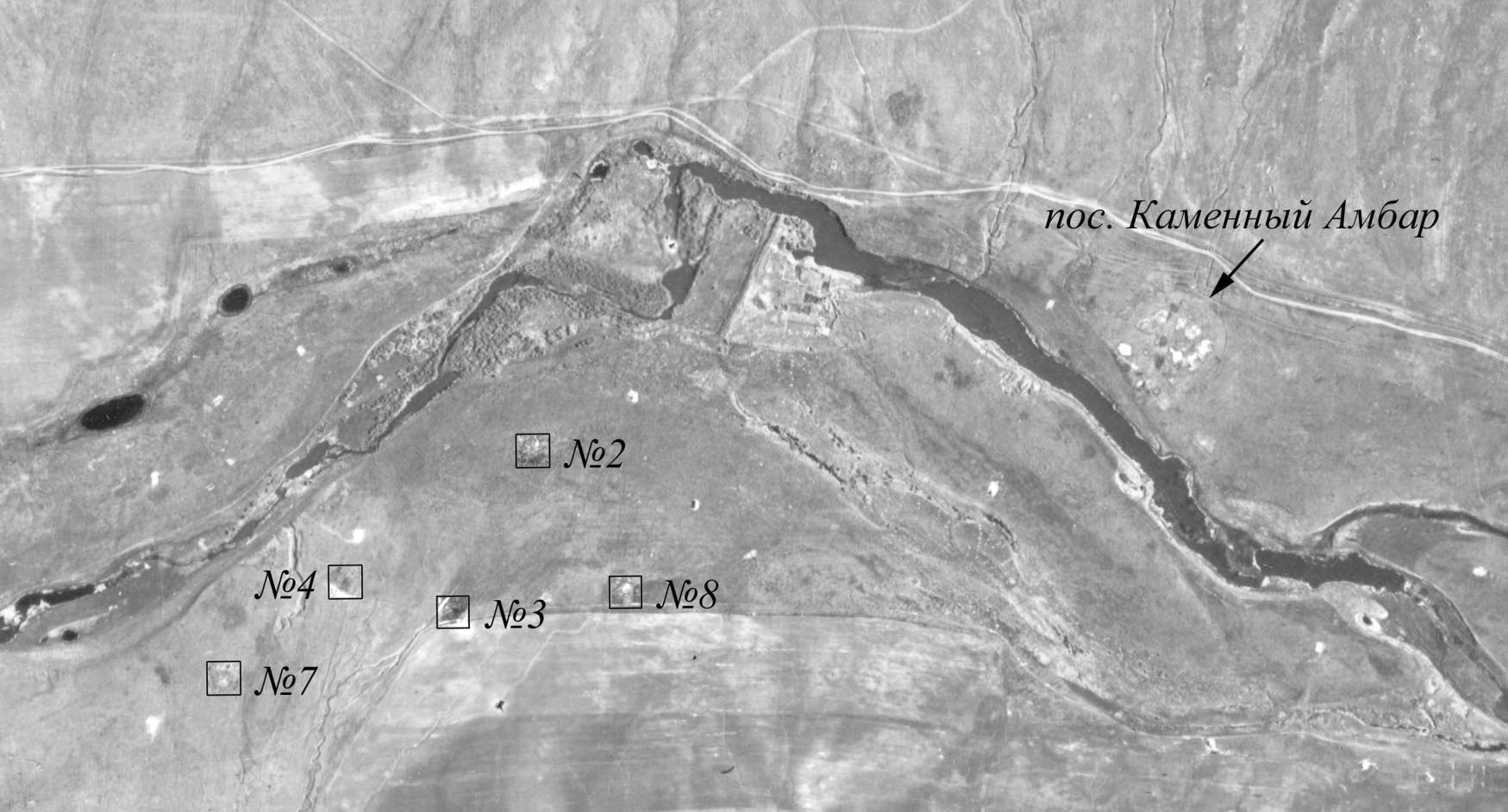
luchtfotografie van de nederzetting en de necropolis; de cijfers geven de grafheuvels aan